# Friedrich Brau
Friedrich Brau – niemiecki skoczek narciarski, reprezentant RFN, drużynowy mistrz świata juniorów z 1986.
13 lutego 1986 w Lake Placid, podczas mistrzostw świata juniorów zdobył złoty medal w konkursie drużynowym, w którym wystartował wraz z Robertem Leonhardem, Christianem Rimmelem i Dieterem Thomą.

## Mistrzostwa świata juniorów
| Miejsce | Dzień     | Rok  | Miejscowość | Konkurs                     | Wynik | Strata | Zwycięzca |
| ------- | --------- | ---- | ----------- | --------------------------- | ----- | ------ | --------- |
| 1.      | 13 lutego | 1986 | Lake Placid | Skocznia normalna drużynowo | ?     | –      | –         |